# 帝国大学農科大学乙科
帝国大学農科大学乙科（ていこくだいがくのうかだいがくおつか）は1890年（明治23年）5月から1898年まで日本に存在した帝国大学（現：東京大学）の分科大学の一つで、農学に関する総合的高等教育機関。旧制高等学校からの入学者甲科（本科）と、乙科を設置して農林水産業方面に従事する指導者の教育・人材育成に当たった。
乙科はその後、1898年から帝国大学農科大学実科、1919年には東京帝国大学農学部実科と東京帝国大学内で変遷した。

## 経歴
1874年（明治7年）に内藤新宿勧業寮支庁に創設を予定された内務省出張所農事修学場の生徒を集めるため6月には大久保利通内務卿は農事修学場入学資格および学則大要を示し、各府県に予科と試業科の両生徒を1名ずつ召集すべく通達した。このとき試業科の試験に合格したのが29名だった。1877年（明治10年）には所管を農商務省に移され、農商務省農務局から校長に関沢明清が任ぜられた。7月から10月まで試業科生徒は学園創設にあたり、予定地駒場の開墾に従事した。8月に生徒寄宿舎新築落成、農事修学場を農学校とし農学校則と教則・学科順序等の規則を改正、10月施行にあたり生徒定員は全体合計で200名、試業科は50名とする。12月に新宿から駒場野に移転、駒場農学校が誕生となり1878年（明治11年）には明治天皇の行幸で開校式が行われ勅語を賜わるが同年10月には早くも試業科が廃止され、試業科生徒は農事見習生として残したが、1880年（明治13年）2月農事見習生30名に混同農事修成証書が授与される。
1886年（明治19年）には駒場農学校と東京山林学校を廃止して農商務省直轄の東京農林学校が創設される。その際、駒場のを農学と獣医学、山林学校のを林学の各学部にし、各学部には本科と予科のほかに実地農業に従事する実務者の育成を目的に速成科を設置した。この速成科は1887年（明治20年）には簡易科と改称した。 1889年（明治22年）9月簡易科を別科と改称し科目を増やすが、翌年5月さらに別科を乙科と改称する。
一方で獣医学教育を1880年（明治13年）千葉県の下総種畜場において変則的獣医学生徒を募集して教育を開始、2年後の1882年に駒場農学校に移管。このとき獣医学乙科（のち獣医学実科）となる。
1890年（明治23年）6月、東京農林学校を文部省所管の帝国大学に合併し帝国大学農科大学が設置された。東京農林学校には帝国大学に移行する際、本科と予科に加え1890年に帝国大学農科大学に統合される際、1892年（明治25年）まで甲科と称した本科のほかに、旧制専門学校程度の乙科はそのまま大学内に存続、各学科に設置された｡
東京農林学校では農学乙科の入学資格は、5町以上の田畑所有者またはその師弟などという条件にしていた。当時各地の農村地域における富農層や地主階級の子弟に教育を施し、卒業後に地元での指導者と成るといった人物養成を目的にしていたためであり、別科時代の入学資格条件を帝国大学においても変更せずに存続させた。
また当時旧制高等学校や旧制農業専門学校は入学資格は中学校卒業という制限がなされていたが、入学試験を中学校卒業“程度”のものとしただけで、乙科規則では入学資格で学歴は設定しなかった。これには仮入学の制度を設置し、入学試験の結果で及第者は3ヶ月の仮入学者とし、その後の農場実習を見て本入学の許可としていた。予科については改組後に修業年限を3年から4年に延長し、新たな募集は停止。本科は帝国大学の分科大学のため入学条件を旧制高等学校に切り替えることとなった。在籍の予科生は1891年（明治24年） 9月から乙科に移籍かもしくは進学者として順次甲科に進学、その他は退学となり、3年後廃止となった。甲科はその後本科と呼称される。
1897年（明治30年）京都帝国大学が開設され、帝国大学農科大学が東京帝国大学農科大学となる。このため帝国大学農科大学乙科は東京帝国大学農科大学乙科と改称になる。また東京帝国大学農科大学では専科を設置し選科生を受け入れた。1898年（明治31年）、農業教員養成所（後の東京農業教育専門学校）を設置。1898年（明治31年）には、東京帝国大学農科大学実科に移行される。1901年（明治34年）、募集停止した乙科の全員がこの年卒業もしくは退学した。
農科大学は当初から農場実習に重きが置かれた教育を施されている。明治26年から農場主任に就任し学生の実習指導にあたった斎藤萬吉は「農学は舌耕にあらざるなり」と訓辞し、この言葉は斎藤の故郷福島県二本松市の長泉寺境内にある斎藤萬吉碑に刻まれている。

## 参考
- 東京農工大学百年の歩み、東京農工大学創立記念事業会、1981年
- 文京区史 巻四、1981年
- 農学会会報 第十九号、1893年
- 戦時体制下の農業教育と中国人留学生―1935～1944年の東京高等農林学校、農林統計協会 、2003年
- 東京農工大学園芸学
- 国立大学法人東京農工大学
- 農務顛末 第五巻、第二十三 内藤新宿試験場、農林省、1956年
- 篠崎紫門、日本獣医学教育史、1972年
- 駒場八十年の歩み、東京教育学部農学部、1978年